# Josuke Higashikata
Josuke Higashikata es el protagonista del cuarto arco de JoJo's Bizarre Adventure, Diamond Is Unbreakable posee un Stand, llamado Crazy Diamond (Shining Diamond siendo el nombre localizado de su Stand).

## Historia de publicación
Creado en 1992 por el mangaka Hirohiko Araki como protagonista del cuarto arco de su obra JoJo's Bizarre Adventure. 
Josuke debuta como personaje en el volumen 47, que es el primer volumen de Diamond Is Unbreakable.
Araki dijo que Josuke es el personaje con el que más se identifica, al ser un joven en un vecindario normal, viviendo una vida normal. Araki dijo que Josuke es su personaje favorito de todos.
En 2016 se estrenó la adaptación a anime de Diamond Is Unbreakable, con Josuke como protagonista. La temporada contó con 39 episodios.

## Biografía ficticia

### Origen
Cinco años antes del despertar de DIO, Joseph Joestar se encontraba en un viaje de negocios en Japón, ahí conoció a una joven llamada Tomoko Higashikata con la cual tuvo una aventura extramatrimonial . De ello Tomoko quedó embarazada, aunque Joseph no sabía que había procreado un hijo,  la abandona con la promesa de que volvería, pero jamás lo hizo ya que el encuentro fue significativo para Tomoko pero no tanto para él, eligiendo seguir con su esposa y sin interés real en volver a ver a Tomoko. De ese amorío nació Josuke Higashikata, quién tiene un cierto parecido con los miembros de la familia Joestar, incluyendo la marca en forma de estrella en su hombro.

### Primeros años
A la edad de 5 años, Josuke enfermó con una extraña fiebre. Tomoko quiso llevarlo al hospital, pero el auto quedó atrapado en la nieve haciendo imposible mover el auto. Era una maldición de DIO, Josuke estaba despertando a su Stand, y al igual que su media hermana Holy, no era lo suficientemente fuerte para controlar eso y le hacía daño. Ahí fue cuando un misterioso hombre en la nieve apareció y les ayudó a sacar el auto de la nieve, salvando la vida de Josuke. Tras este heroico acto, el hombre jamás volvió a aparecer. Josuke, en forma de agradecimiento y admiración, copió el peinado y el estilo de vestuario de aquel hombre y se enfadará al extremo si alguien insulta o habla mal de su peinado.

### Diamond Is Unbreakable
Ahora Josuke de 16 años tiene un manejo perfecto de su Stand, Crazy Diamond. 
El primer día de clases se topó con un hombre alto y muy serio, su nombre es Jotaro Kujo y dice que lo busca específicamente a él, a Josuke. Jotaro le explica que le pertenece una parte de la herencia de su padre biológico, Joseph Joestar, Josuke no tiene idea de quién es Joseph, siempre ignoró quien era su padre, pero ahora Jotaro (técnicamente su sobrino) le pedía que tomara parte de la herencia que le corresponde, Josuke no la aceptó.
También conoció a Koichi Hirose, de quien sería muy buen amigo. 
Jotaro también advierte que un peligro acecha Morioh y que deben tener cuidado con Angeru, un asesino que anda suelto por las calles de Morioh, y que además, es un usuario de Stand.

### Stand
Su Stand, Crazy Diamond (クレイジー・ダイヤモンド, kureijī daiyamondo) en referencia a la canción Shine on You Crazy Diamond de Pink Floyd.
Crazy Diamond es capaz de reparar las cosas, o volver a convertirlas en su estado original, por ejemplo convertir agua de un hielo derretido en hielo de nuevo. También es capaz de sanar personas, sanar heridas y enfermedades, pero no la muerte. La única condición de su habilidad es que no puede sanar al propio Josuke.
Aparte Crazy Diamond tiene todas las habilidades de un Stand, fuerza y velocidad impresionantes, además de poseer también una gran precisión.

### Salvar Morioh
Las desventuras de Josuke empiezan en Morioh tras la advertencia de Jotaro, conoce a muchos aliados y enemigos en el camino. Entre los aliados tememos a Okuyasu Nijimura, Koichi Hirose y al propio Jotaro, también personajes que inicialmente eran villanos pero luego se vuelven aliados como Rohan Kishibe, Yukako Yamagishi, etc.
Luego de enfrentarse a una gran cantidad de usuarios de Stand enemigos, Josuke debe enfrentarse al peligro mayor, un asesino en serie desconocido cuya verdadera identidad es Yoshikage Kira.